# Sprechende Grabsteine (Amrum)

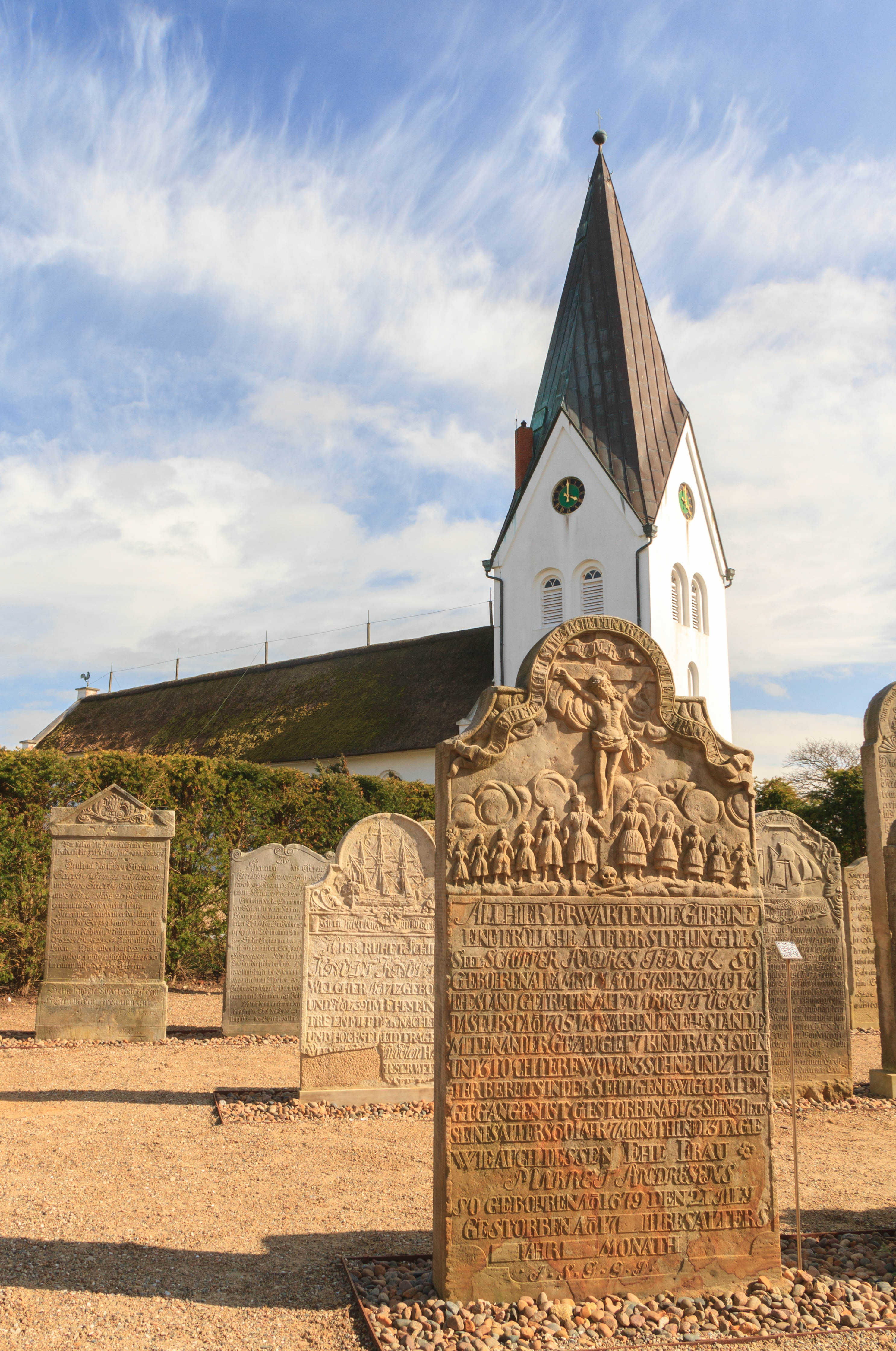
Kirche und sprechende Grabsteine in Nebel auf Amrum

Die Sprechenden Grabsteine von Amrum, auch Erzählende Grabsteine, stehen auf einem gesonderten Areal auf dem die St.-Clemens-Kirche umgebenden Friedhof in der Gemeinde Nebel. Ihre Inschriften berichten vom Leben der Verstorbenen und/oder enthalten Bibelzitate. Sie geben Auskunft über Beruf, Lebensauffassung, Rang und Familie der Bestatteten. Bekanntester Grabstein ist der des Seefahrers Hark Olufs.
Die 152 Steine stehen unter Denkmalschutz. Sie stammen aus den Jahren 1678 bis 1858 und bestehen überwiegend aus Sandstein. Die Symbole auf den Steinen repräsentieren den damaligen Zeitgeist und den vom Walfang abhängigen Wohlstand eines Teiles der Inselbevölkerung. Gefertigt wurden sie fast ausnahmslos von einheimischen Steinmetzen. Den Amrumer Grabsteinen vergleichbar sind die Sprechenden Grabsteine auf der Nachbarinsel Föhr.

## Herkunft des Rohmaterials
Die größten Steinquader auf dem Friedhof in Nebel sind zwei Meter hoch und 800 Kilo schwer. Eine im Jahr 1927 durch Walter Wetzel vom Geologischen Institut der Universität Kiel durchgeführte mineralogische Untersuchung  ergab, dass die Grabsteine vorwiegend aus Obernkirchener Sandstein gearbeitet wurden. Andere Steine sind aus Sandstein, der aus Schweden oder dem Baltikum importiert wurde. Vier bestehen aus Kalkoolithen, die vermutlich aus Gotland stammen. Wegen des Steinmangels wurden einige Grabdenkmäler teilweise abgeschliffen und wiederverwertet oder ihre Rückseite für einen neuen Trauerfall genutzt.

## Steinmetze

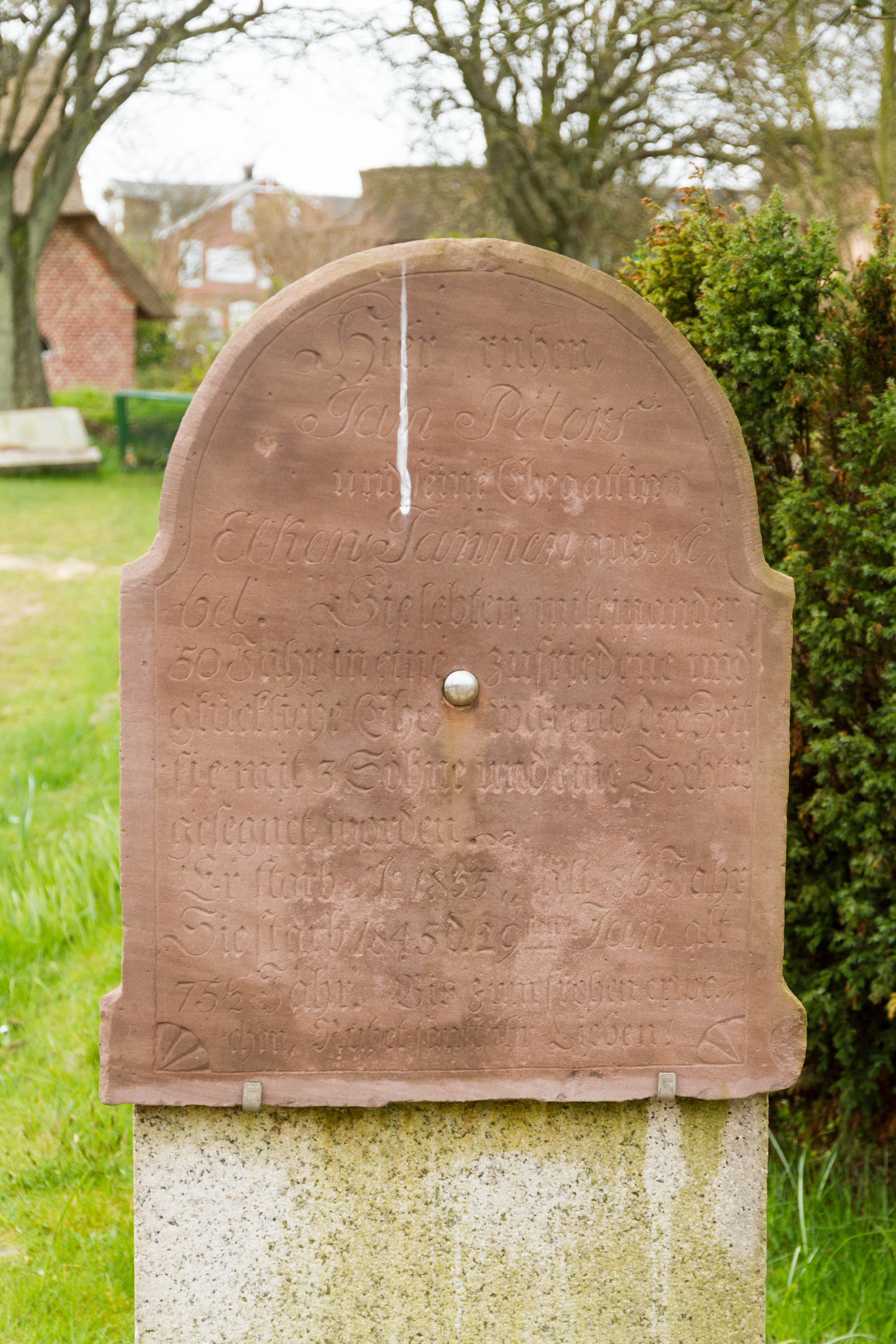
Die Grabplatte des Steinmetzen Jan Peters

Abgesehen von den wenigen Ausnahmen der großen Liegeplatten, die von auswärtigen, professionellen Steinmetzen geschaffen sein dürften, wurden alle Grabsteine von Inselfriesen gefertigt. Zunächst waren es wohl holländische Holzschnitzer, die auf dem Festland unterwegs waren, die man zum Grabsteindekor anheuerte, ehe Schiffszimmerer von den benachbarten Inseln und von Amrum selbst mit der Fertigung beauftragt wurden. Bekannt sind Tai Hinrichs (1718–1759) von der Hallig Nordstrandischmoor, Jens Payen (1711–1787) und Arfst Hanken (1735–1826) von der Nachbarinsel Föhr sowie der Amrumer Jan Peters (1768–1855), der auch auf dem Nebeler Friedhof beerdigt ist. Letzterer stellte etwa 36 von den heute noch erhaltenen Grabsteinen her. Tai Hinrichs schuf die bekanntesten Grabsteine von Oluf Jensen und dessen Sohn Hark Olufs. Obwohl die Bildhauer keine professionellen Steinmetze waren, ist die Qualität der Arbeiten überdurchschnittlich hoch.

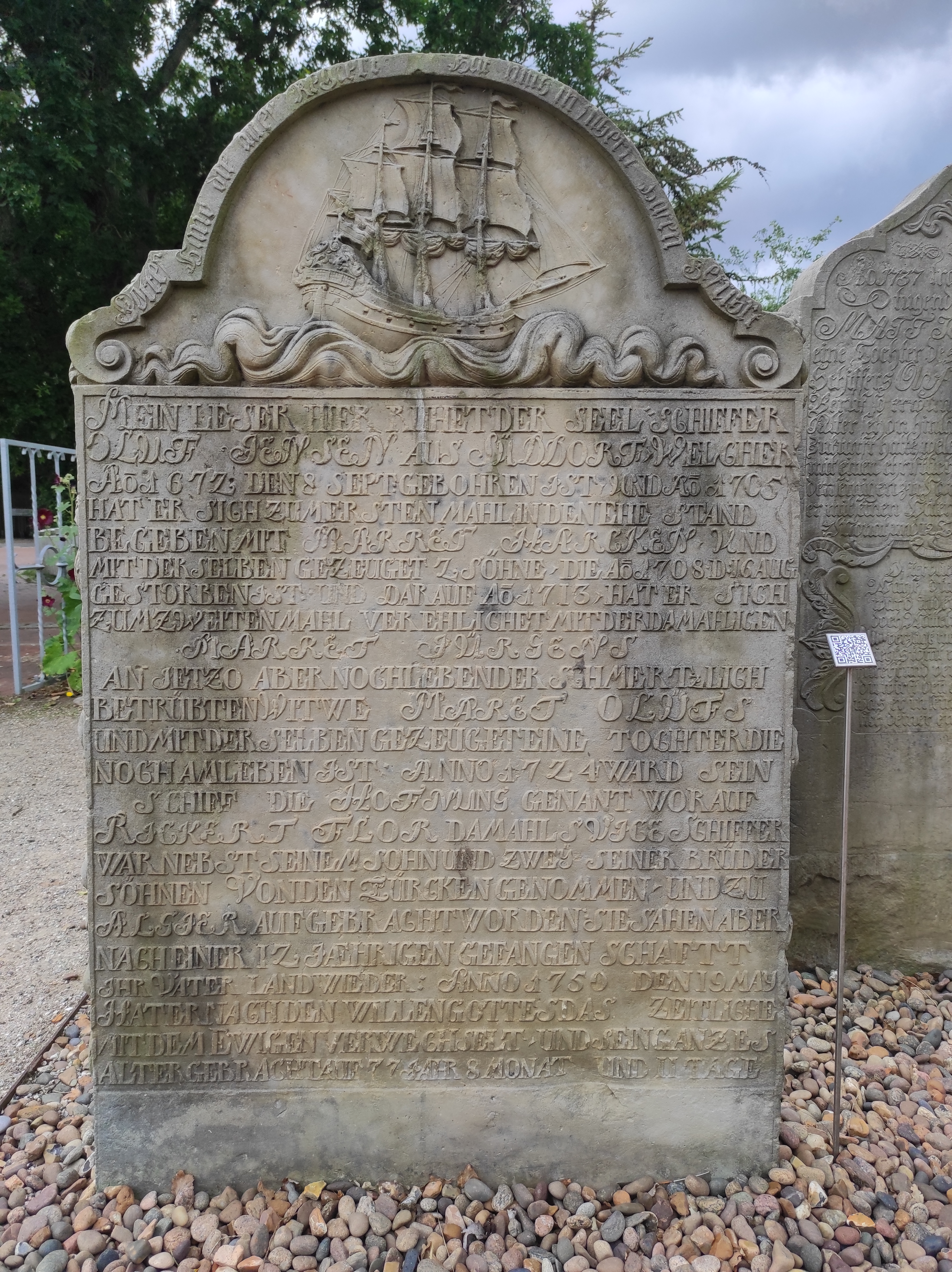
Grabstein des Oluf Jensen auf dem Friedhof in Nebel (Vorderseite)

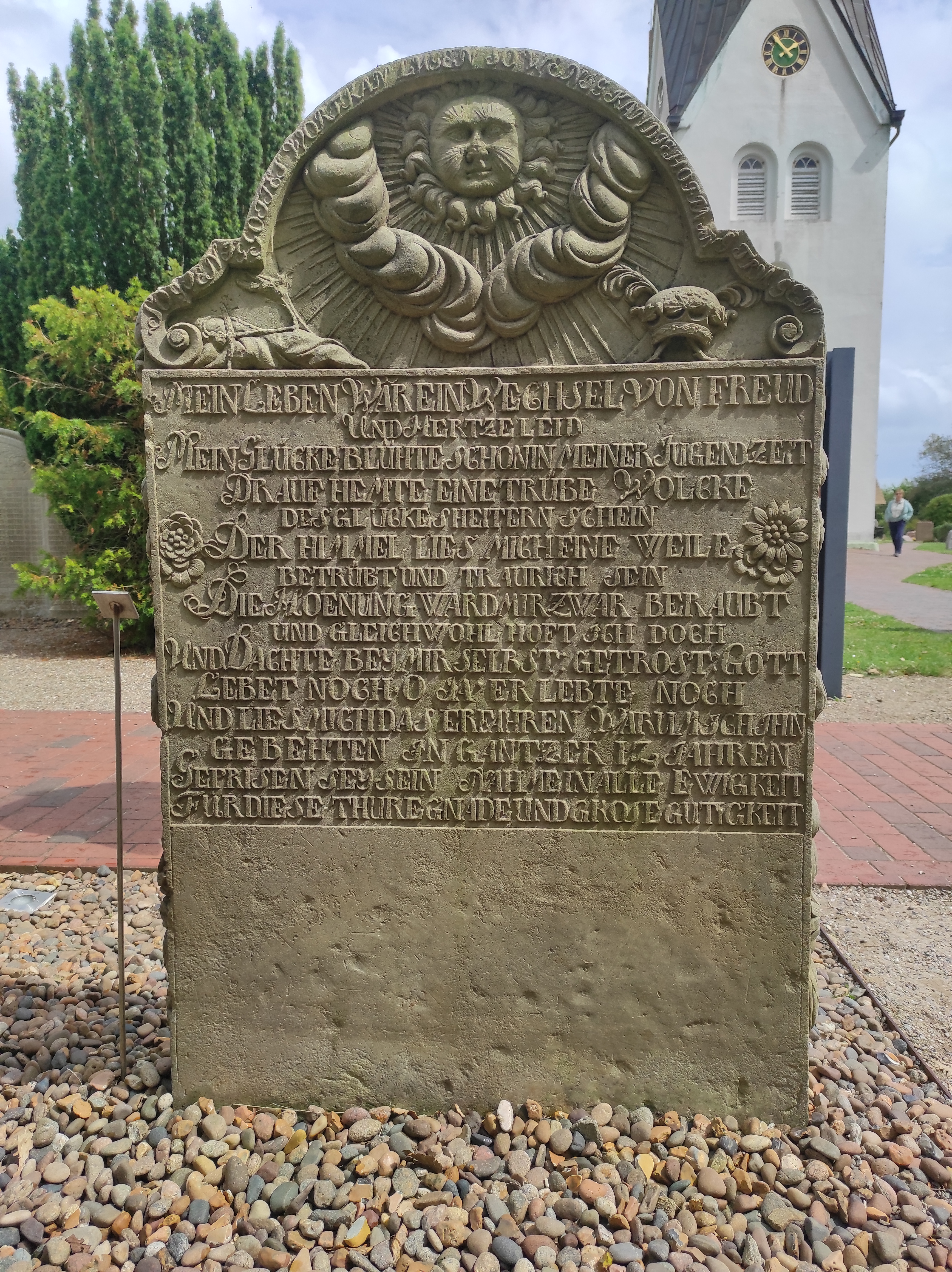
Grabstein des Oluf Jensen auf dem Friedhof in Nebel (Rückseite)

## Sprache und Symbolik
Die Schrift auf den Steinen ist meist eingemeißelt, vereinzelt aber auch vorstehend. Dabei kamen verschiedene Schrifttypen zum Einsatz. Die ältesten Steine tragen niederdeutsche Inschriften. Die Texte der anderen Steine sind fast ausnahmslos in der „vornehmen“ Kirchensprache Hochdeutsch verfasst, obwohl die Insel seinerzeit bereits seit vielen Jahrhunderten zu Dänemark gehörte und im Alltag wie auch heute noch Öömrang (Amrumer Friesisch) gesprochen wurde und wird. Diese Alltagssprache war jedoch nicht verschriftlicht. Für die Grabinschriften wurde daher die Hoch- und Kirchensprache Hochdeutsch genutzt.
Die Texte geben häufig Auskunft über Geburts- und Todesdatum, Heirat, Eheleben sowie Kinderzahl. Manche enthalten ausführliche Lebensläufe, von denen einige so lang sind, dass auch die Rückseite des Steins gebraucht wurde. Beispielhaft ist die Inschrift auf dem wohl bekanntesten Grabstein. Auf seiner Vorderseite steht:

„Hier liegt der grosse Kriegesheld, ruht sanft auf Amrom Christenfeld. Als seeliger Harck Olufs, so daselbst gebohren auf Amrum Anno 1708 den 19. Julii. Bald darauf in sein jungen Jahren von den türckischen Seeräubern zu Algier ist er A[nn]o 1724 d[en] 24. Martii gefangen genommen worden. In solcher Gefangenschaft aber hat er dem türkischen Bey zu Constantin als Casnadaje 11 und ein virtel Jahr gedinet, bis ihm endlich dieser Bey A[nn]o 1735 d[en] 31. October aus Gewogenheit zu ihm seine Freyheit geschencket, da er denn das folgende Jahr darauf als A[nn]o 1736 d[en] 25. April glücklich wiederum alhier auff seinem Vaterland angelanget ist, und sich also A[nn]o 1737 in dem Stande der heiligen Ehe begeben mit Antje Harken, so nun sich nebst 5 Kindern in den betrübten Wittwestande befindet. In solcher Ehe haben sie aber einen Sohn und 4 Töchtern gezeugt. So mit ihr alle den Tod ihres Vaters fühlen müssen, da er gestorben ist A[nn]o 1754 d[en] 13. October, und sein Leben gebracht auf 46 Jahr und 13 Wochen.“

Der Text auf der Rückseite lautet:

„Gott gebe dem Leibe eine fröliche Auferstehung am jüngsten Tage. An den Meinigen ruff ich aus dem Grabe noch diese Zeilen zum Andencken zurück: Ach leider: In meinen jungen Jahren Müst ich zum Raub der Algierer fahren Und halten fast zwölff Jahr die Slaverey. Doch machte Gott durch seine Hand mich frey. Darüm sage ich noch einmal: Ich weis, mein Gott, ich muß nun sterben. Ich will, eins aber bitt ich aus. Las doch die Meinigen nicht verderben. Bewahre du das Witwenhaus. Ach Gott, weil ich nicht sorgen kan, so nim dich Frau und Kinder an.“

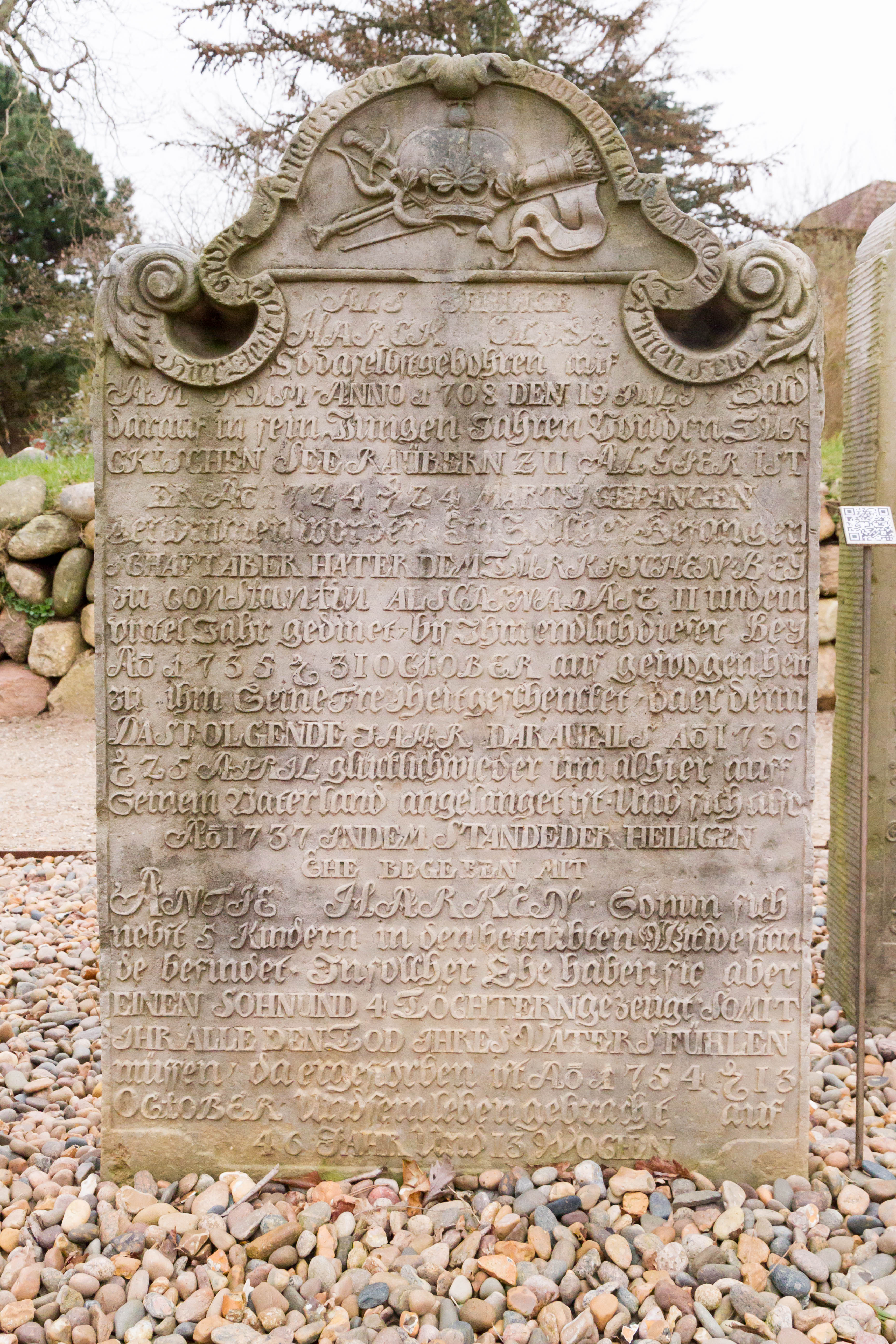
Der Grabstein von Hark Olufs – Vorderseite

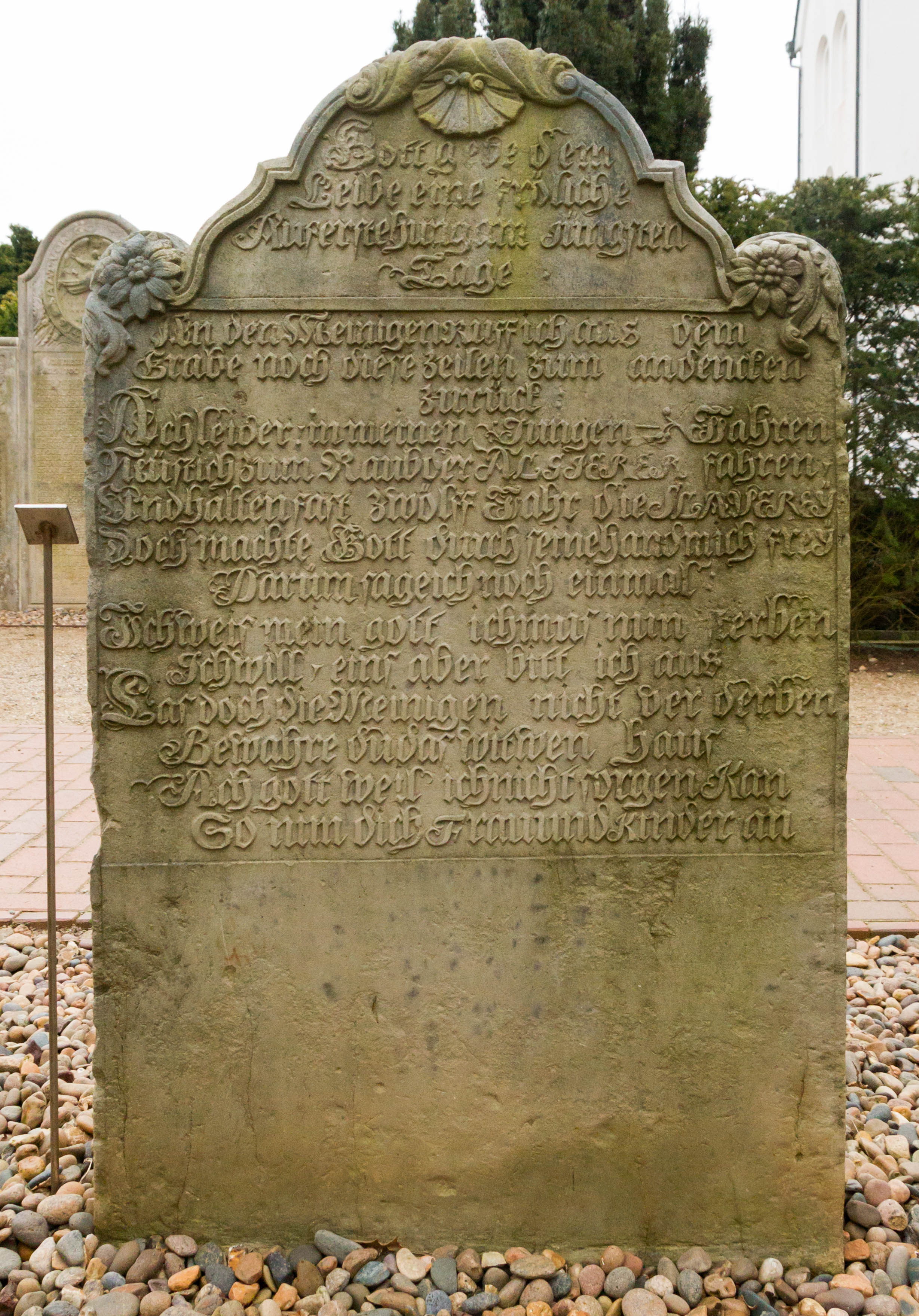
Der Grabstein von Hark Olufs – Rückseite

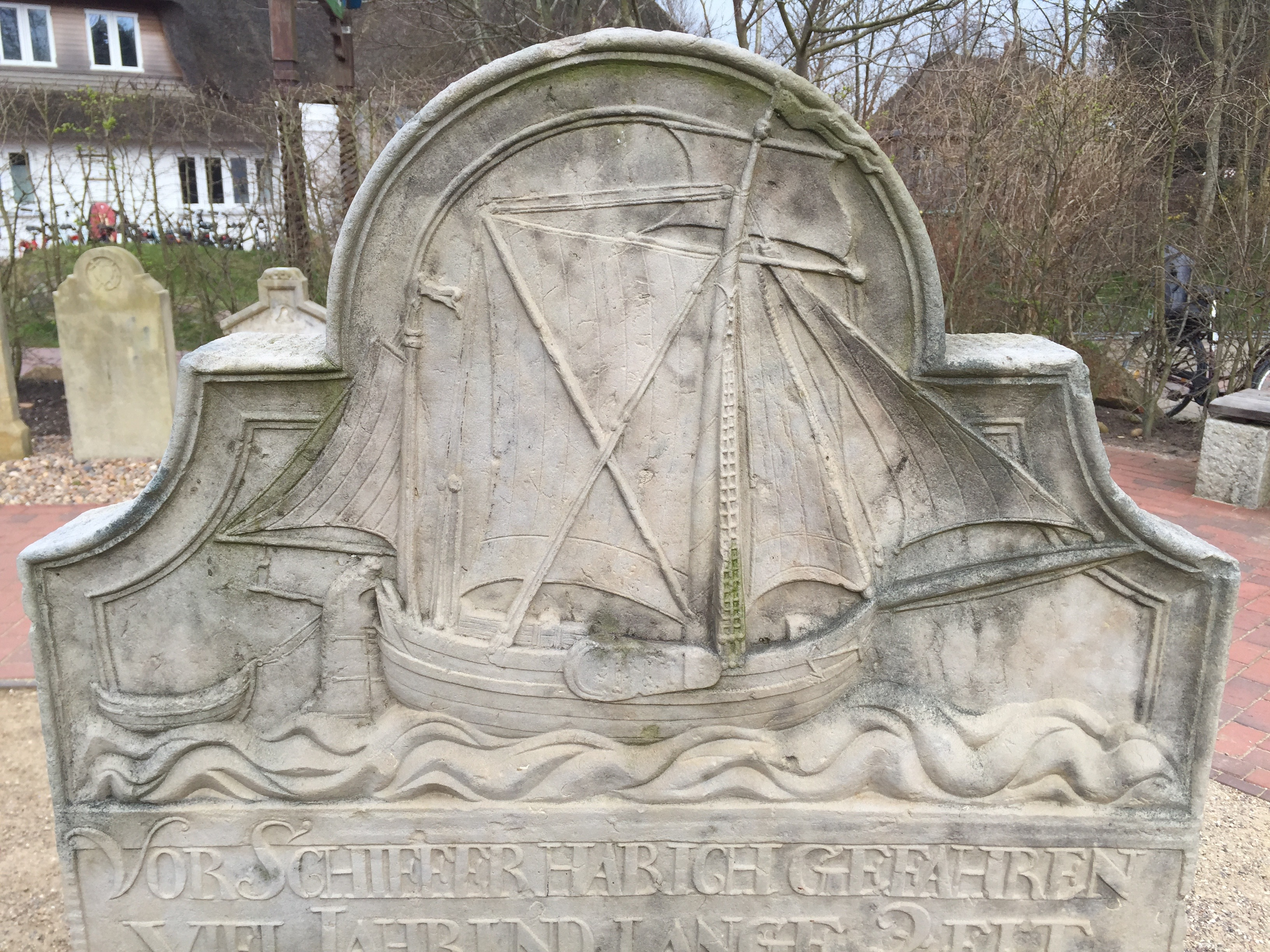
Viele Darstellungen zeigen damals typische Schiffstypen

Die größten Steine standen einst auf den Gräbern der Amrumer Grönland-Kommandeure. Andere kunstvoll gearbeitete Grabsteine mit langen Inschriften verweisen auf die Zugehörigkeit der Verstorbenen zur Oberschicht. Schließlich konnten sich nur wohlhabende Familien derartige Denkmäler leisten. Denn ein gravierter Buchstabe kostete drei Courantmark. Ein einfacher Mann verdiente damals etwa 10 Courantmark im Jahr, ein Kapitän konnte nach einer gut gelaufenen Schifffahrtssaison mit 900 Courantmark zurückkehren. Ärmere Verstorbene erhielten daher meist eine an einem Pfahl befestigte schmucklose Rotsandsteinfliese mit kargen Lebens- und Todesdaten (oft nur die Initialen) oder ein vergängliches Holzkreuz auf ihr Grab.
Viele Grabsteine sind mit Schiffen verziert. Sie zeigen damals typische Schiffstypen wie Schmackschiffe für die Seefahrt auf Nord- und Ostsee, Galioten, Tjalks, Kuffschiffe, Briggs, Barken und Schaluppen sowie dickbauchige Walfangschiffe und bewaffnete Handelsfregatten. Die Darstellung von Schiffen bedeutet nicht zwingend, dass der Verstorbene ein Seefahrer war, sondern sie stehen vielmehr als Symbol für den Lauf des Lebens. Etliche der gezeigten Schiffe sind abgetakelt, teilweise sogar im Hafen festgezurrt. Sie stehen für das Ende der Lebensfahrt.

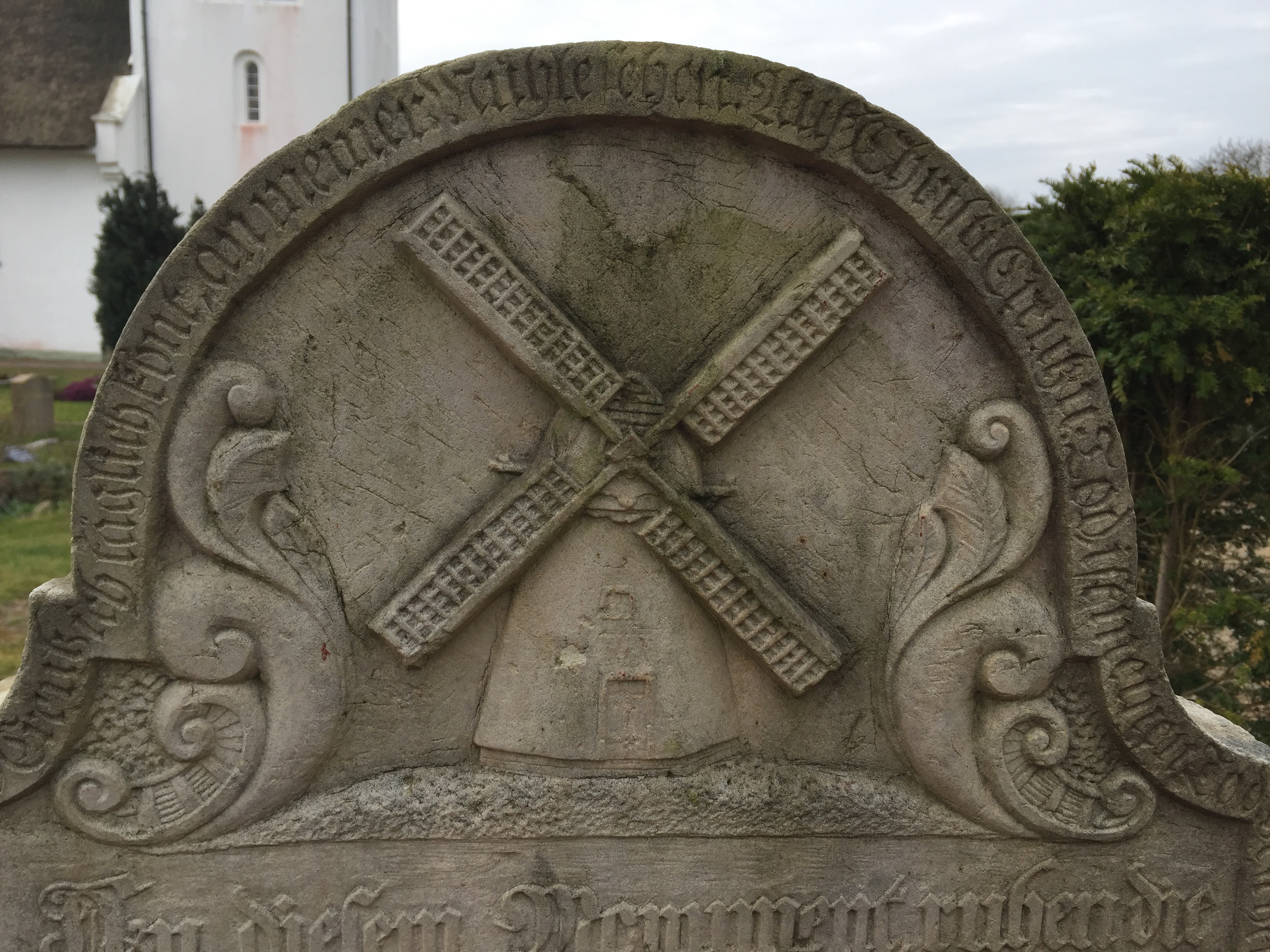
Der Grabstein des Erk Knudten

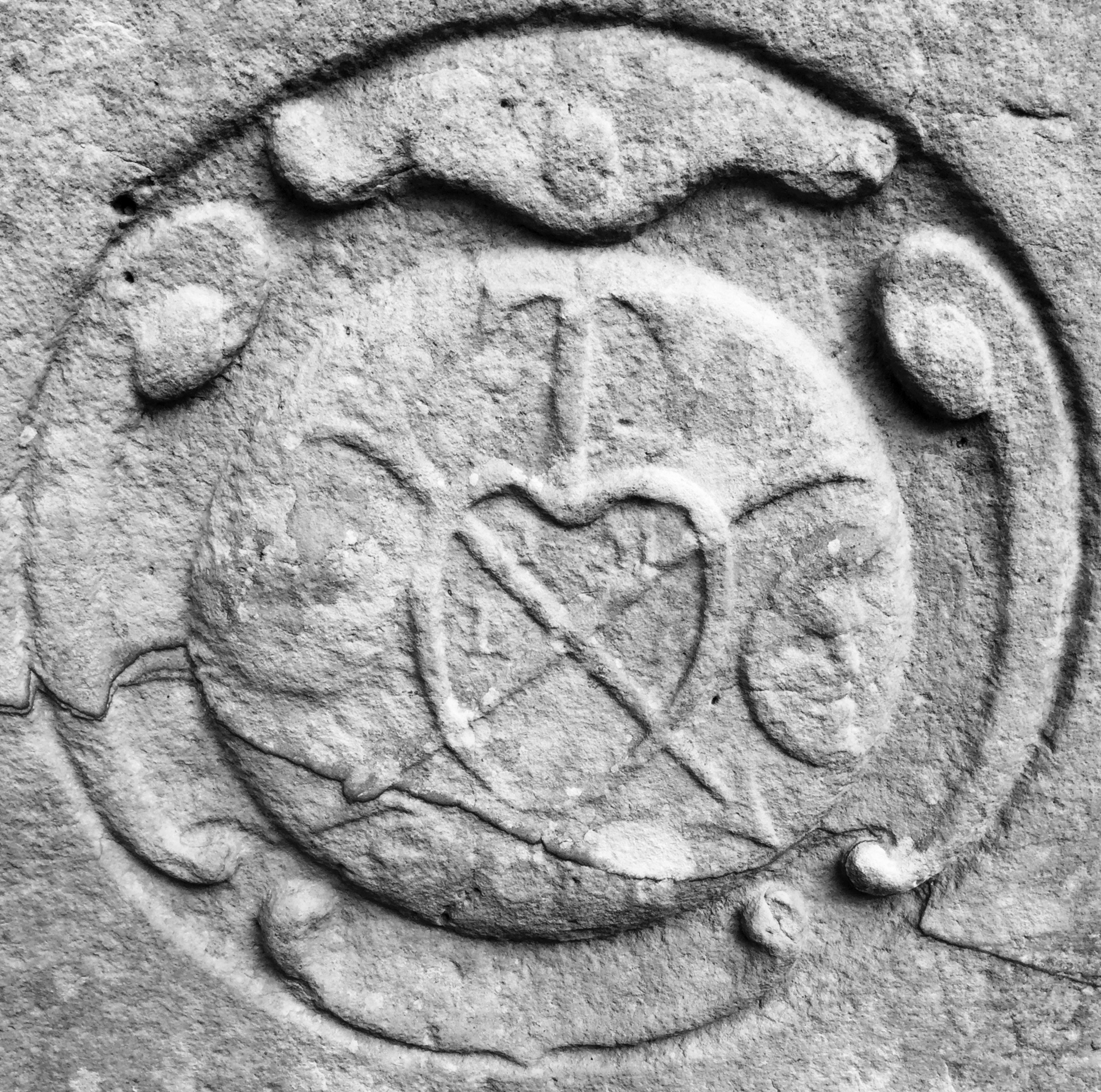
Ein aus Kreuz, Herz und Anker zusammengesetztes Motiv findet sich auf vielen Grabdenkmälern

Die Holländerwindmühle erinnert an den Seefahrer und späteren Müller Erk Knudten (1733–1801), der Mann im Sonntagsrock im Giebel eines weiteren Grabsteins zeigt den Küster Hark Knudten.
Blumen werden gemeinhin als Symbol der Vergänglichkeit gedeutet. Teilweise mit hängenden Köpfen auf den Gräbern von Müttern angebracht, zeigen sie, wie viele Kinder bereits vor ihnen verstorben waren. Dabei stehen Tulpen für männliche Familienmitglieder und sternförmige (häufig Rosen) symbolisieren weibliche Familienmitglieder.
Aus Kreuz, Herz und Anker zusammengesetzte Motive stehen für die insbesondere aus dem 1. Brief des Paulus an die Korinther (1 Kor 13,13 ) bekannten christlichen Tugenden Glaube, Liebe und Hoffnung. Das Lamm mit der Kreuzfahne ist ein weit verbreitetes Symbol für die Auferstehung Jesu Christi.

## Geschichte

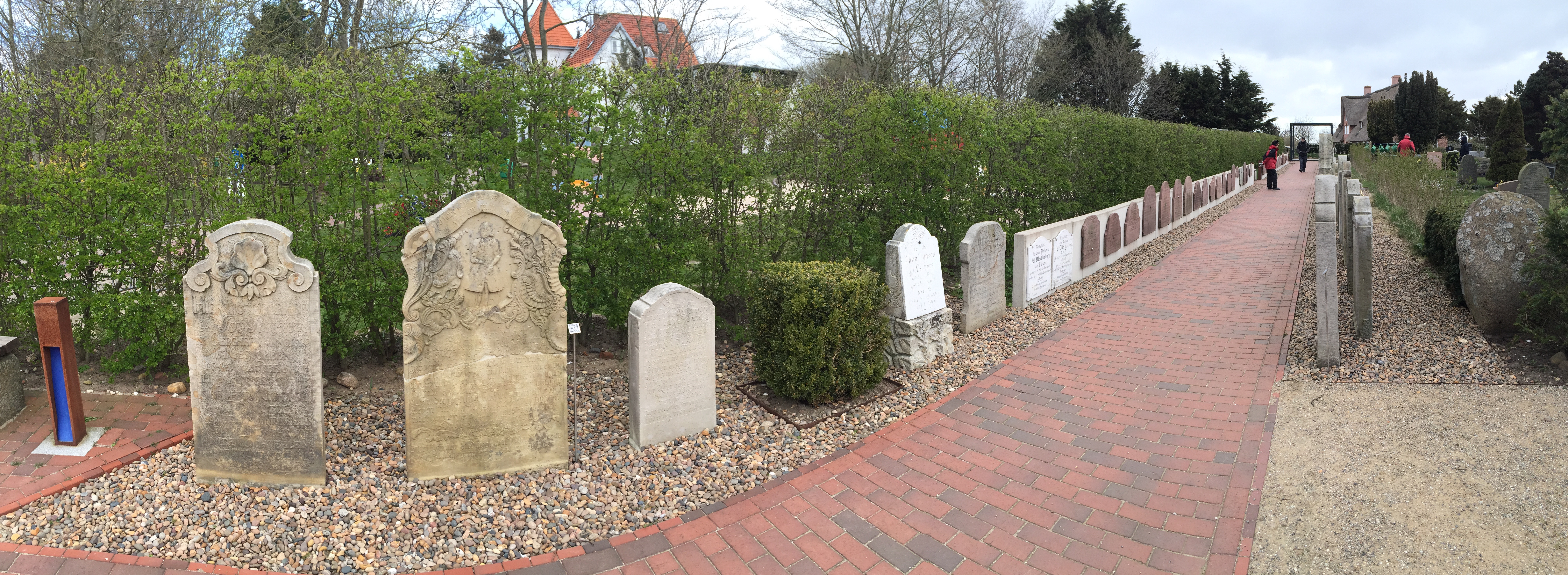
Die „Allee der Steine“ mit dem Aussichtspunkt (Stahlkubus) im Norden

Die ersten Steine wurden in den letzten Jahrzehnten des 17. Jahrhunderts und dem Beginn des 18. Jahrhunderts gefertigt. Der älteste entstand 1678, nach anderer Darstellung bereits 1672. In dieser Zeit stieg der Wohlstand eines Teils der Inselbevölkerung rapide an. Amrumer Seeleute, darunter viele Kapitäne, waren besonders zwischen dem 17. und 19. Jahrhundert im Walfang und der Handelsschifffahrt tätig.
In den ersten Jahrzehnten des 19. Jahrhunderts setzte der Niedergang ein. Es entstanden nur noch wenige sprechende Grabsteine. Mitte des Jahrhunderts war diese spezielle Form der Grabkultur dann gänzlich unüblich.
Bis weit in das 19. Jahrhundert wurden die Toten in einer Wiese wahllos um die Kirche herum beerdigt, wie dies auf einem Gemälde in der Kirche von Nebel zu sehen ist. Nach dem Deutsch-Dänischen Krieg von 1864 wurde Amrum, wie ganz Schleswig, von Österreich und Preußen gemeinsam regiert. Dann fiel Amrum an Preußen und wurde 1867 Teil der preußischen Provinz Schleswig-Holstein. Den neuen Machthabern missfiel die Unordnung der Grabstelen auf dem Friedhof, die dort nur von Gras umgeben waren. Sie ließen quer über alte Grabstätten schnurgerade Wege über den Friedhof ziehen und alte Grabsteine an die Friedhofsmauer versetzen bzw. an den Friedhofswall legen. An diesem ungünstigen Standort verfielen sie durch Witterungseinflüsse stark. Mit der Zeit wurden viele unleserlich, sodass bereits 1928 der Heimatforscher, Baupfleger und Fotograf Theodor Möller forderte, dass bald etwas passieren müsse.
Ab 2009 nahm eine Amrumer Projektgruppe die Restaurierung und Neuaufstellung der Grabsteine auf dem Friedhof von Nebel in Angriff, von denen etliche einen deutlichen Flechtenbefall zeigten. Vor allem die am Friedhofswall abgelegten Steine waren stark vergrünt und verschmutzt. Weitere hatten Fehlstellen und waren durch Risse, Auswitterungen, alte Eisenteile und gesteinsspezifische intensive Verfärbungen beschädigt. Andere waren tief in das Erdreich eingesunken und nach der Bergung um bis zu ein Drittel größer als ursprünglich sichtbar. Etwa zehn Grabsteine waren völlig im Friedhofswall versunken. Sie wurden während der Maßnahme überraschend geborgen und ebenfalls restauriert.
Insgesamt kostete die Aktion rund 330.000 Euro, davon entfielen pro Stein etwa 152 Euro bis 5.200 Euro für die Restaurierung. Für die Neuaufstellung der 152 Steine schenkte die Gemeinde der Kirche einen Streifen des angrenzenden Kurparks mit einer Gesamtfläche von rund 450 Quadratmetern. Dort stellte man die Grabsteine thematisch geordnet und nach dem Plan des Landschaftsarchitekten Holger Muhs auf. Er ließ die Erweiterung des Friedhofs mit den historischen Grabstelen als „Allee der Steine“ nach Norden auf einen Aussichtspunkt (Stahlkubus) ausrichten.